# Melancoma
Melancoma (in greco antico: Μελανκόμας?; Caria, I secolo – Napoli, 70) è stato un pugile greco antico, vincitore della 207ª Olimpiade nel 49.

## Biografia
Melancoma nacque in Caria da un omonimo campione di pugilato. Era particolarmente ammirato ed elogiato da Dione Crisostomo per il suo modo di combattere, il suo coraggio e il suo bell'aspetto. Morì in gioventù intorno al 70 durante i giochi a Napoli.